# Gustave Zédé
Gustave Alexandre Zédé (ur. 1825 w Paryżu, zm. 26 kwietnia 1891) – francuski inżynier, pionier projektowania łodzi podwodnych.
W 1888 zaprojektował Gymnôte.
Jego imieniem nazwano okręty podwodne: z brązu, zwodowany w 1893 oraz drugi z 1913, który był jednostką prototypową nowego typu.